# غشاء

الغشاء

الغشاء هو طبقة من مادة تعمل كحاجز بين وسطين لاتسمح بعبور مواد، جسيمات أو جزئيات معينة عند مرورها عبر الغشاء. فيتم السماح بالعبور للجسيمات المسموح بها ولايتم السماح للباقى بالنفاذ.
وتختلف الاغشية في سمكها، وتركيبها الذي يمكن أن يكون متجانس أو غير متجانس. ويمكن أيضا تصنيف الاغشية حسب قطر المسام طبقا لتصنيفات وضعها الاتحاد الدولي للكيمياء البحتة والتطبيقية.

## اقرأ أيضاً
- غشاء خلوي
- غشاء نصف نفوذ
- غشاء تبادل البروتون
- غشاء (صوتيات)
- غشاء البكارة